# Jan Willem Pieneman

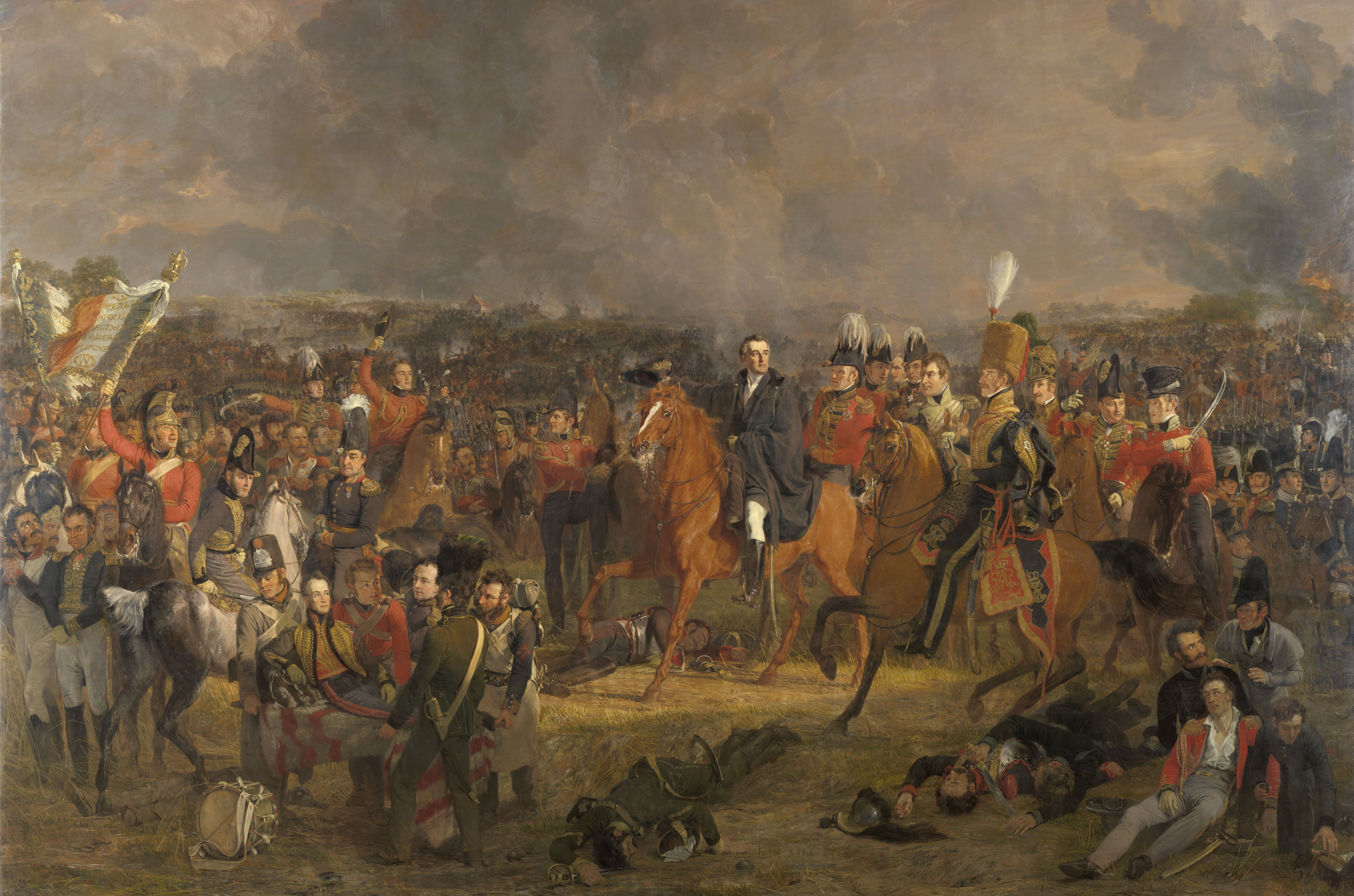
Jan Willem Pieneman:
Die Schlacht bei Waterloo

Jan Willem Pieneman (* 4. November 1779 in Abcoude; † 8. April 1853 in Amsterdam) war ein niederländischer Maler.
Er studierte an der Stadtzeichenakademie von Amsterdam. Im Jahr 1805 wurde er Zeichenlehrer an der Artillerie- und Ingenieurausbildung in Amersfoort. Die Königliche Akademie für Schöne Künste ernannte ihn 1820 zum Ersten Direktor. Auch war er kurz Unterdirektor des Mauritshuis in Den Haag. Inzwischen erwarb sich Pieneman Ruhm durch seine Historiengemälde (Niederländisch: historiestukken). Das sind Gemälde, die einen wichtigen Augenblick in der Geschichte darstellen. Sein, auch der Oberfläche nach, größtes Werk ist De slag bij Waterloo (Die Schlacht bei Waterloo). Das 1824 vollendete Kunstwerk misst 5,76 × 8,36 Meter. Es hängt jetzt im Amsterdamer Rijksmuseum und ist das umfangreichste Gemälde dessen Sammlung. Als sich das Rijksmuseum noch im Trippenhuis befand, war Pieneman selbst von 1844 bis 1847 Museumsdirektor. Pieneman war als einflussreicher Lehrer von Bedeutung für junge Künstler seiner Zeit; von ihnen wurde aber nur Jozef Israëls wirklich berühmt. Pieneman war auch ein bekannter Porträtmaler; er bildete unter anderem Schauspieler sowie fürstliche und adlige Personen ab.
Sein Stil wird von den meisten Kunsthistorikern als „von der Romantik beeinflusst“ umschrieben. Er steht seinen Zeitgenossen Francisco de Goya und Jacques-Louis David, die auch bekannte Historiengemälde schufen, aber deutlich nach.